# Surfer Girl
Cet article concerne l'album des Beach Boys. Pour la chanson du même nom, voir Surfer Girl (chanson).
Albums de The Beach Boys
Surfin' U.S.A.
(1963) Little Deuce Coupe
(1963)
Surfer Girl, sorti en 1963 est le troisième album studio des Beach Boys.

## Titres

### Face 1
1. Surfer Girl (Brian Wilson) – 2:26
2. Catch a Wave (Brian Wilson, Mike Love) – 2:07
3. The Surfer Moon (Brian Wilson) – 2:11
4. South Bay Surfer (Brian Wilson, Carl Wilson, Al Jardine) – 1:45
5. The Rocking Surfer (Trad. Arr./Brian Wilson) – 2:00
6. Little Deuce Coupe (Brian Wilson, Roger Christian) – 1:38

### Face 2
1. In My Room (Brian Wilson, Gary Usher) – 2:16
2. Hawaii (Brian Wilson) – 2:01
3. Surfer's Rule (Brian Wilson, Mike Love) – 1:56
4. Our Car Club (Brian Wilson, Mike Love) – 2:25
5. Your Summer Dream (Brian Wilson, B. Norberg) – 2:30
6. Boogie Woodie (Trad. Arr./Brian Wilson) – 1:58

En 1990, les enregistrements ont été remasterisés. Surfer Girl et Shut Down Volume 2 sont sortis sur un seul CD agrémenté de trois titres bonus :
1. Fun, Fun, Fun (version single) (Brian Wilson, Gary Usher) – 2:20
2. In My Room (version allemande) (Brian Wilson, Gary Usher) – 2:21
3. I Do (Brian Wilson) – 2:09